# Almira (Vorname)
Almira ist ein weiblicher Vorname.

## Herkunft und Bedeutung
Der Vorname Almira ist eine Variante des Namens Elmira, der wiederum vom persischen Amir (arabisch Emir) "Fürst" / Amira "Fürstin" abstammt.

## Namensträgerinnen
- Almira Scripcenco (* 1976), französische Schach- und Pokerspielerin